# Philipp Grimm
Philipp Grimm, född 1 april 1909 i Zwiesel, död 16 april 1984 i Bayreuth, var en tysk Obersturmführer i SS och verksam som arbetsledare i koncentrationslägren Buchenwald, Sachsenhausen och Neuengamme.

## Biografi
Grimm hade bland annat gått i lära som bagare och konditor och skaffat sig en utbildning till försäljare. Under tidigt 1930-tal var han ett kort tag bilförsäljare, men 1932 tog han efter föräldrarna över "Weinstube Grimm" i Bayreuth.
År 1930 blev Grimm medlem i NSDAP och 1933 i SS. Från 1937 hade han en post inom SS:s förvaltning, från vilken han skulle klättra högre i hierarkin. Från oktober 1940 var han hushållsansvarig i Buchenwald och skulle på samma ställe bli arbetschef i november 1942. Därefter verkade han i Sachsenhausen, Płaszów och Neuengamme.
Efter krigsslutet anklagades Grimm vid Buchenwaldrättegången för att ha misshandlat allierade krigsfångar och orsakat ett antal arbetsoförmögna fångars död. Han dömdes den 14 augusti 1947 till döden genom hängning, men straffet omvandlades sedan till livstids fängelse. I februari 1954 släpptes Grimm från Landsbergfängelset och levde sedan ett tillbakadraget liv.